# ベートマン子爵
ベートマン子爵（ベートマンししゃく、英: Viscount Bateman）は、アイルランド貴族の爵位。1725年に創設され、1802年に廃絶した。1801年にグレートブリテン及びアイルランド連合王国が成立した後、最初に廃絶したアイルランド貴族爵位である。

## 歴史
ロンドン市長サー・ジェームズ・ベートマン(1660–1718)の息子で庶民院議員を務めたウィリアム・ベートマンは1725年7月12日にアイルランド貴族であるベートマン子爵とロンドンデリー県におけるカルモア男爵に叙された。2代子爵ジョン・ベートマン(1721–1802)は庶民院議員、王室会計長官、バックハウンド管理長官を務めた政治家だったが、妻との間で子供がおらず、その死とともに爵位がすべて廃絶した。1801年にグレートブリテン及びアイルランド連合王国が成立した後、最初に廃絶したアイルランド貴族爵位となった。
遺産は妻が相続し、1802年12月に妻が死去すると初代子爵の姉妹アンの長女サラの息子ウィリアム・ハンベリー（William Hanbury）が相続、その息子ウィリアム・ハンベリー(1780–1845)は1837年にベートマン男爵に叙された。

## ベートマン子爵（1725年）
- 初代ベートマン子爵ウィリアム・ベートマン（1695年 – 1744年）
- 第2代ベートマン子爵ジョン・ベートマン（英語版）（1721年 – 1802年）